# エレフテリオス・ヴェニゼロス
エレフテリオス・ヴェニゼロス（Ελευθέριος Βενιζέλος, 1864年8月23日 – 1936年3月18日）は、ギリシャの政治家。20世紀前半のギリシャを代表する政治家のひとりで、9期、12年に渡って断続的に長期間首相を務めた。ヴェニゼロスはヨーロッパの政治の舞台で活躍した数少ないギリシャ人政治家であり、イギリスの外交官ハロルド・ニコルソンは「ヴェニゼロスとレーニンだけがヨーロッパにおける偉大な政治家である」と評した。また、ギリシャがバルカン半島の政治における主導的勢力となったのもヴェニゼロスの手腕に依るところが大きい。

## 幼年時代
| 父キリアコス（左）母スティリアニ（右）  |  | 父キリアコス（左）母スティリアニ（右） |
| 父キリアコス（左） 母スティリアニ（右） |  |                                        |

1864年、当時、オスマン帝国領クレタ島のハニアで雑貨商の父キリアコス、母スティリアニの五番目の子として生まれた。1866年から1872年にかけてギリシャ領のシロス島で暮らしたが、この時期にギリシャ国籍を取得したと言われる。
ヴェニゼロスはアテネとシロス島のギムナジウムで学んだ後、父の意向にしたがってクレタ島に戻り商売の修行を積んだが、父キリアコスの友人でギリシャの在クレタ総領事であったゲオルギオス・ジコマラス(el)はヴェニゼロスの聡明さに気づいており、父キリアコスを説得、アテネ大学法学部で学ぶことになった。

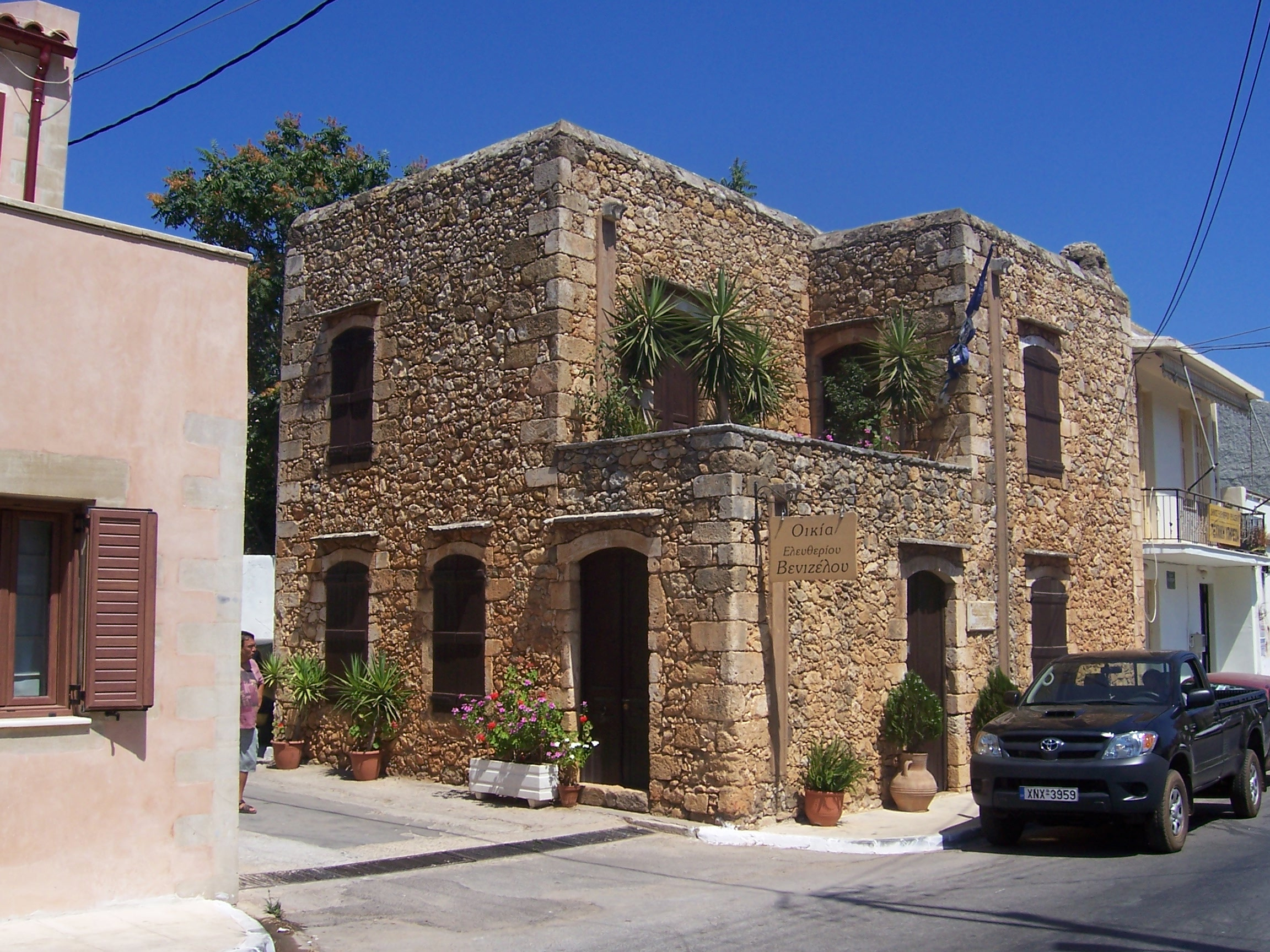
ヴェニゼロスの生家

1883年父キリアコスが死去するとアテネとクレタを往復して商売を続けながら家庭の面倒を見ていたが、1885年に経済状況が安定するとアテネに戻り、学業に専念した。1886年にイギリスの政治家ジョゼフ・チェンバレンがアテネに立ち寄った際、イスタンブルのある著名なギリシャ人によるとクレタ島の人々がオスマン帝国からの離脱こそ望んでいるがギリシャへの統合は望んでいないと語っていたという話をアテネの新聞に述べた。これを聞いたクレタ島出身のアテネ大学学生ら5人がチェンバレンに意見するために面会を申し出たが、その中の代表がヴェニゼロスであったという。ヴェニゼロスはチェンバレンにクレタ島の人々がギリシャへの統合を望んでいることを雄弁に語り、チェンバレンはこれに感心したと言われている。1887年には大学を卒業、クレタ島で弁護士を開業するとともに新聞「レフカ・オリ(el)」の編集、発行も行い、クレタ島の人々がまず団結して平和的状況をつくりそののちにギリシャへ統合すべきと説いた。

## 地方政界へ

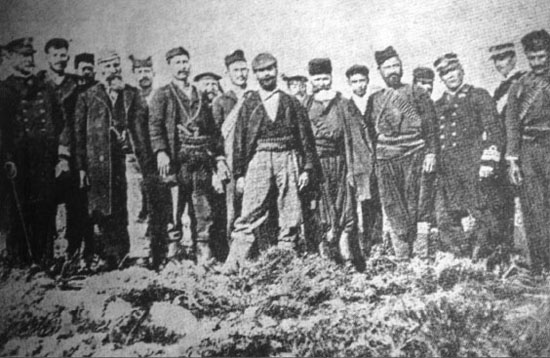
クレタ蜂起に参加したアクロティリにおけるヴェニゼロス（1897年）

1889年にヴェニゼロスはクレタ議会の議員に選出された。ヴェニゼロスはクレタ島をギリシャに統合するにはあまりにもギリシャ軍の近代化が進んでいないため、まだその時期にあらず、ヨーロッパ列強の助言を受けた上でチャンスを掴んで上手く行動すればクレタ島はギリシャに統合されると考えていた。ただ、これはクレタ島の統合に慎重なわけではなく1896年に発生したクレタ蜂起(el)の際にヴェニゼロスは指導者の一員として参加していた。ただし、この蜂起でクレタ島が即ギリシャに統合されるという夢物語は考えておらず、あくまでもこの蜂起を外交的に利用できると見抜いてのものであった。現にヨーロッパ列強がクレタ蜂起参加者が掲げていたギリシャの国旗に砲撃を加えた時、同じキリスト教を信仰するものがイスラムからの解放を目指すキリスト教徒を攻撃したとして欧米に大きな衝撃を与えた。その結果、クレタ島のギリシャ正教徒らは交渉相手として認められ、ヴェニゼロスも交渉団の一員として参加したが、これは1897年4月に希土戦争が発生すると打ち切られた。

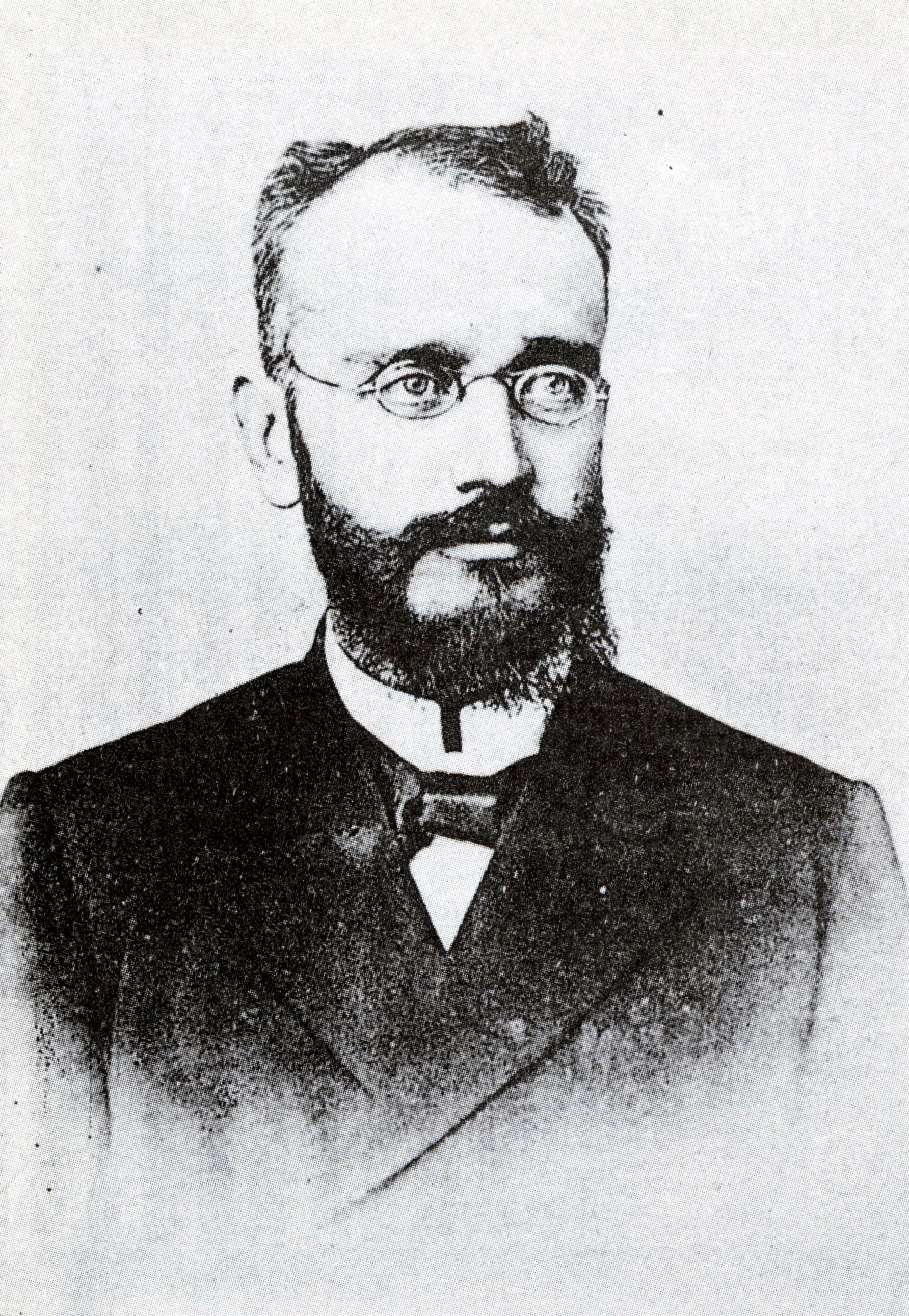
エレフテリオス・ヴェニゼロス（1903年）

クレタ島に帰った後、1897年に起こったオスマン帝国に対する反乱運動に参加した。この結果クレタ島への自治付与に帰結すると、クレタ島にはギリシャ王国のゲオルギオス王子が総督に任命され、ヴェニゼロスはその下でクレタ島高等弁務官の参事官として働いた。
しかし、ゲオルギオス王子の統治は小心翼翼に見えたことからヴェニゼロスは「エノシス」を呼びかけ、臨時国民議会を招集、その結果、ゲオルギオスは総督を辞任し、元首相のアレクサンドロス・ザイミス(el)が後任となった。ヴェニゼロスはこのとき、クレタ島統合のための政府首班に任命され、1908年10月、オーストリア＝ハンガリー帝国がボスニア＝ヘルツェゴビナを併合するとクレタ島議会は「エノシス」を宣言、5人からなる統治委員会、五人委員会が結成され、ギリシャ国王ゲオルギオス1世の名のもとに統治を開始した。
1909年にギリシャ王国で軍の将校によるクーデターが起こると、クレタ島における政治手腕を買ったギリシャ政府により招かれアテネにむかった。総選挙の実施を主張した彼の提案は受け入れられ、1910年8月8日と11月28日の二度に渡って総選挙が実施された。8月の選挙ではヴェニゼロスは立候補しなかったが首相に任命された。しかし、この選挙では多数派を占めることが出来なかったため、辞任、再度行われた11月の選挙には立候補し、362議席中、300議席を占めたヴェニゼロス派はヴェニゼロスを再び首相に任命した。

## 中央政界への進出

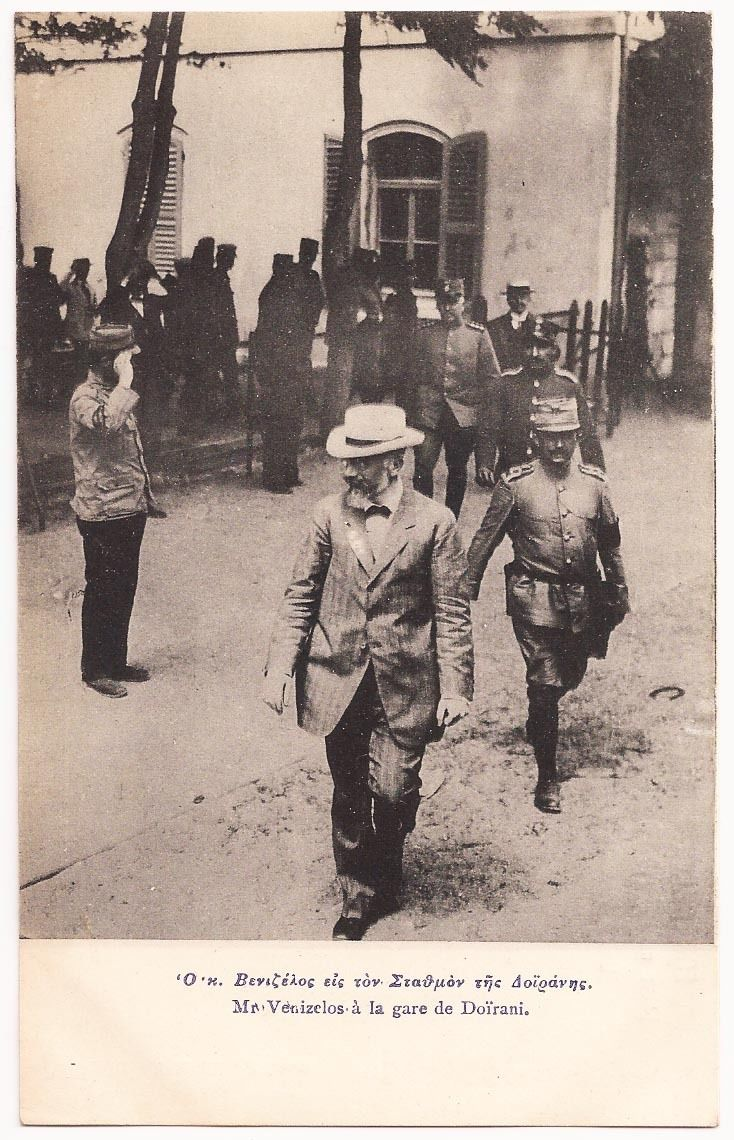
ヴェニゼロス（1912年もしくは1913年）ドイラニ駅にて

### 辣腕を振るうヴェニゼロス
首相の座に就いたヴェニゼロスはまずコンスタンティノス皇太子を陸軍に戻し、先のクーデターで抵抗した将校らを釈放、先のクーデターとは関わりがないことを示し、1911年には憲法を修正、教育改革、土地改革のための法整備、公務員の契約は公開試験で行うことなどを決定、さらに将校の立候補の禁止、教育の義務化と無料化、そして議院における議決定足数を今までの2分の1から3分の1に変更した。さらには穏健的に社会改革を勧めたが、これは当時ギリシャで進んでいた工業化の元で増えつつあった労働者らがヴェニゼロスを強く支持する基盤となった。これらの精力的な活動が行われた結果、慢性的な赤字に苦しんでいた財政も黒字に転換、これらの資金を用いた上で、ヴェニゼロスは陸海軍大臣を兼ねることで軍隊の整備をも行い、フランス陸軍とイギリス海軍がこれを補佐、再軍備が進められた。
1912年3月に選挙が行われると議員定数181に対してヴェニゼロス派は146を占めたが、オスマン帝国内で発生した政情不安のためにマケドニアを巡ってセルビア、ブルガリア、モンテネグロが暗躍、マケドニアを「回復されざる土地」としていたギリシャもこれに加わろうとしたがオスマン帝国各地に散らばって生活するギリシャ人が居たため、ヴェニゼロスは悩まされることになった。そのため、ヴェニゼロスはブルガリア、セルビアと交渉を行い、後の1913年6月にはセルビアとの間に条約が結ばれ、一方でセルビア、ブルガリアの間でも交渉が持たれた。このためマケドニアを巡っては列強諸国が強く干渉していたが、ギリシャ、セルビア、ブルガリアはこれを無視、1912年10月18日、モンテネグロが提案していたオスマン帝国攻撃に同調し、これらバルカン連合諸国とオスマン帝国との間に第一次バルカン戦争が勃発した。
この戦争でブルガリアも狙っていたテッサロニキをギリシャ軍は素早く占領、またエーゲ海での戦いも有利に進めヒオス島、レズヴォス島、サモス島を占領、さらにはイピルスの主要都市ヨアニナの占領にも成功した。この第一次バルカン戦争はバルカン諸国の勝利に終わり、1913年5月30日に結ばれたロンドン条約においてギリシャはこれらの地域を手中に収めた。そして次に勃発した第二次バルカン戦争でもギリシャは勝利を収め、クレタ島の統治権を手中に収めたがデデアーチ（後のアレクサンドルーポリ）と北イピルス地方北イピロスを手に入れることはできなかった。
この両戦争の間、ギリシャの領土獲得は戦争以前の7割増しであり、人口も280万人から480万人となっていた。ヴェニゼロスが発揮したリーダーシップはギリシャを地中海の重要な勢力と成しており、『メガリ・イデア』実現は決して夢物語ではないと考えられていた。しかし、第一次世界大戦前夜、国王コンスタンディノス1世との間には確執が生じつつあった。

### エスニコス・ディハズモス（国家分裂）

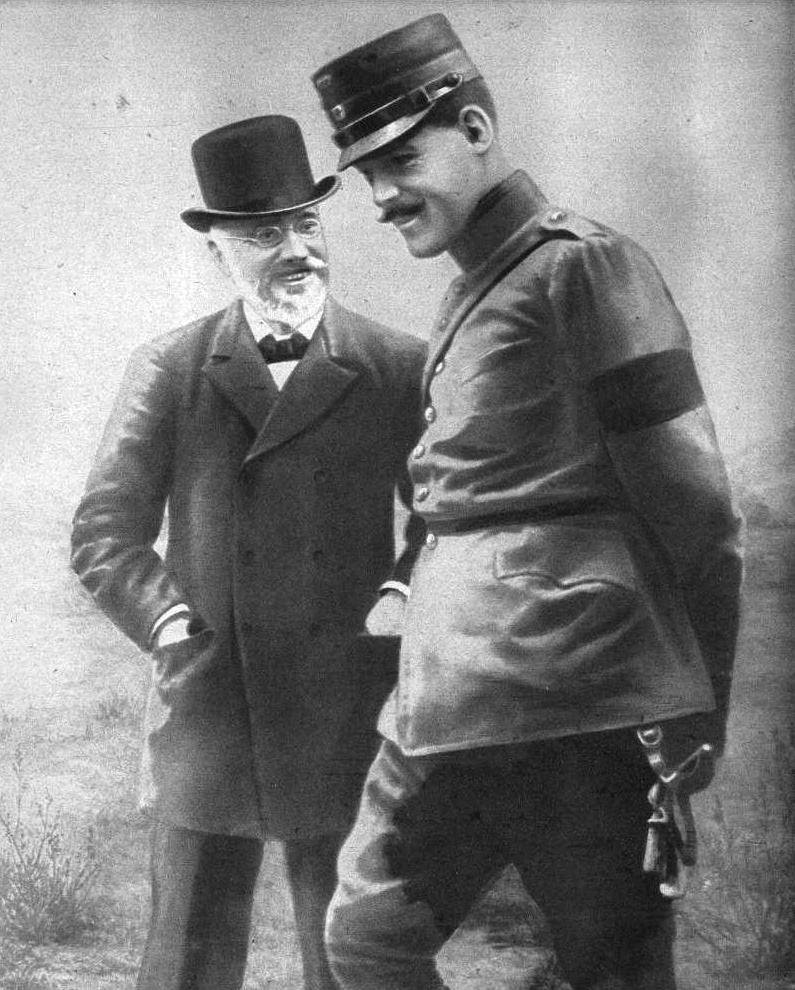
コンスタンディノス1世とヴェニゼロス（1913年）

第一次世界大戦勃発時、ドイツ帝国皇帝ヴィルヘルム2世の妹を娶り、ドイツ帝国とオーストリア＝ハンガリー帝国の軍事力を信じていたコンスタンディノス1世とイギリス、フランスに敬意を払っていたヴェニゼロスとの間には確執が徐々に生じていた。戦争が勃発すると、ヴェニゼロスは連合側に参加して戦うべきと考え、イギリス外相エドワード・グレイに申し出ていた。その一方で、中央同盟側に参加したいがイギリス海軍の前にギリシャが無力であることをよく知っていたコンスタンディノス1世はあくまでも中立を維持すべきと主張していた。
1914年11月、オスマン帝国が参加するとブルガリアを参戦させたくなかったイギリスは1915年1月にカヴァラ、ドラマ、セレスをブルガリアへ移譲、そのかわりに北部イピルス地方と小アジア沿岸地域の重要な地域をギリシャに移譲するという曖昧な提案を行った。ヴェニゼロスは英仏軍のテッサロニキ上陸とルーマニアの参戦とブルガリアの挟撃を連合軍に求めた上でこれに従うべきであるとしたが、国王と軍の相談役はこの約束が確実ではないということで渋っていた。そしてロシアの抗議とルーマニアが行動を起こす気がないことでヴェニゼロスは要求を取り下げたが、参戦することをあきらめることはなかった。2月にダーダネルス海峡においてガリポリの戦いが勃発するとヴェニセロスはこれに参加することを強く説いたため、コンスタンディノス1世は参加を一度は認めたが、軍参謀イオアニス・メタクサスがこれに抗議して辞任すると参加を拒否したため、国王の方針変更に直面したヴェニゼロスは1915年3月6日、首相を辞任した。
1915年6月に選挙が行われるとヴェニゼロス派が議会の大勢を占めたため、ヴェニゼロスは職務に復帰した。ヴェニゼロスはセルビア、及びブルガリアに互いに譲歩するように説得したが、国王コンスタンディノスがドイツに対してギリシャが中立を保持することを保証したと考えられていたことや連合国がセルビア、ギリシャにブルガリアへ譲歩するよう圧力を強めていたことからヴェニゼロスの説得は失敗に終わった。9月にブルガリアが総動員を仕掛けるとギリシャも総動員を行うように国王に要求したが、国王は拒否した。これに対しヴェニゼロスは辞職を仄めかすしたため、国王も渋々同意したが、攻撃を仕掛ける気は毛頭なかった。しかし、ヴェニゼロスはギリシャにセルビア救援義務があるとして、イギリス、フランスを招いた上でさらに国王の承認を得た上でテッサロニキに軍を派遣したが、10月にブルガリアが参戦しても国王は攻撃することを認めず、さらには英仏軍がテッサロニキに上陸すると、ヴェニゼロスを罷免した。

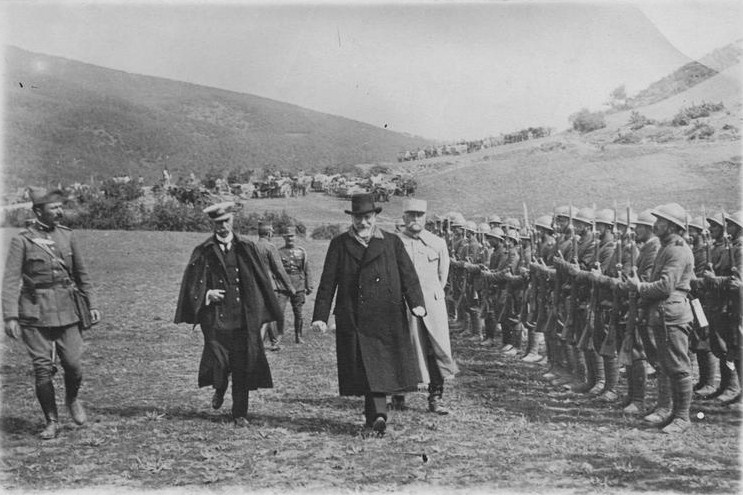
前線の兵士を閲兵するヴェニゼロス

12月に選挙が行われたが、ヴェニゼロスは国王の憲法上の権利濫用を非難して選挙を放棄した。そのため、ヴェニゼロス派は前回の選挙の4分の1しか票を得る事ができなかった。一方、協商国と国王の率いる政府との関係も悪化しはじめ、1915年10月にテッサロニキに協商国が兵を置いてもギリシャは中立、翌年1月にコルフ島を占領しても中立のままであった。そしてセルビア軍の行軍を拒み、ブルガリア軍へマケドニアのルペルを引き渡したことでさらに関係は悪化した。
8月、テッサロニキにおいてヴェニゼロスを支持していた陸軍将校らがクーデターを起こした。これには協商国派組織『エスニキ・アミナ（民族防衛）』の後ろ盾があり、ヴェニゼロスはここに臨時政府を設立、ギリシャは事実上分裂した。協商国はこの行為を歓迎はしたが、公認はせずに国王の方への圧力を高めてゆく手法を取った。12月にイギリス・フランス両軍はピレウス、アテネへ上陸、さらに圧力を高めた上で、ヴェニゼロス率いる臨時政府を承認、国王率いる政府に対して賠償金を求めた。そして6月国王コンスタンディノス1世に対して立憲君主としての権利侵害に対して国外退去を求めた。国王コンスタンディノス1世はこれに応じて国外へ退去、その後をアレクサンドロスが継いだ。

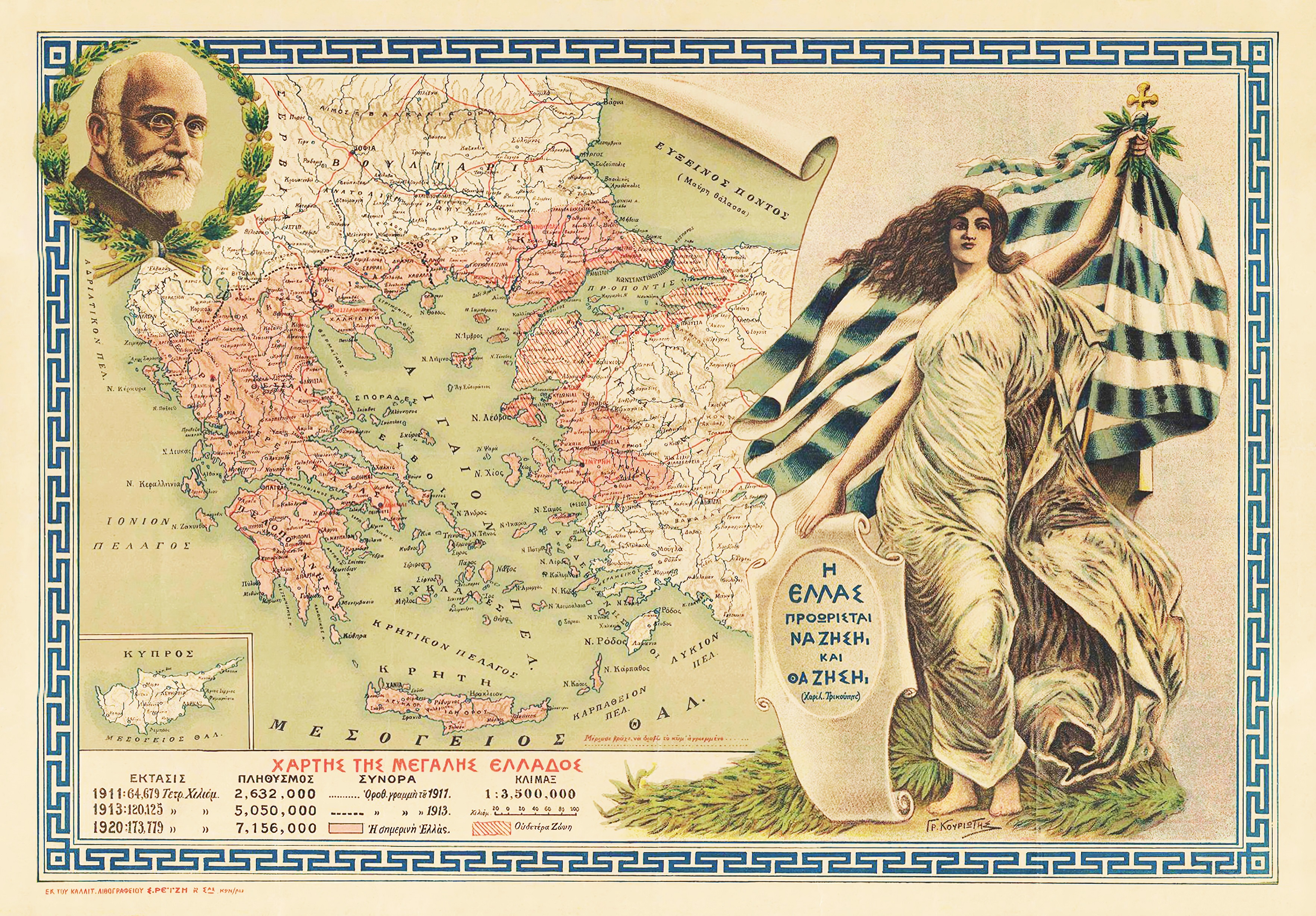
セーヴル条約によるギリシャ領（赤）および国際管理地（斜線部）。この後、エレフテリオス・ヴェニゼロスはメガリ・イデア実現のためアナトリア半島へ侵攻を始め、希土戦争が始まった。ギリシャ軍はケマル・アタテュルク率いるアンカラ政府のトルコ軍の反攻を招き、アナトリア半島の獲得地を失うことがローザンヌ条約によって確定した。

この出来事で分裂状態であった表面上はギリシャは統一されヴェニゼロスが再び首相に就任したが、国王に忠誠を誓っていた南ルメリアやペロポネソスではヴェニゼロス派が粛清されるなどギリシャは未だ、分裂したままであった。ヴェニゼロスは国会を再召集、1915年6月の議席数が正しいものであり、ヴェニゼロス派が放棄した12月の選挙は無効であると主張、このため新たに招集された議会はヴェニゼロスに大量の信任票を投じた。
首相に就任したヴェニゼロスは国王派の追放、解雇を行い、その手は軍部にまで及んだ。ヴェニゼロスは1918年9月、マケドニア戦線において協商国の攻勢が始まるとこれに軍を参加させ戦果を挙げた。この戦いで西部戦線の崩壊が始まり、11月11日休戦となった。ヴェニゼロスはパリ講和会議にギリシャ代表団長として参加、協商国に協力してきたことを盛んにアピールした。そしてスミルナ (現在のイズミル) の要求を行い、コンスタンティノープルの国際管理に賛成、そして東西テッサリア地方までを要求した。さらにドデカネス諸島、及びイピルス北部の領土的主張も行った。1919年5月15日、ギリシャ軍はイタリアの分遣隊がスミルナに向ったことを理由にイギリス、フランス、アメリカの承認の元、スミルナを占領、ギリシャ人をトルコ軍からの報復から守ることを理由に駐屯した。
1920年8月、ギリシャ、オスマン帝国間でセーヴル条約が結ばれた。この条約ではスミルナの管理権が五年継続され、その後、国際連盟管理下で住民による投票が行われ、この地域の帰属が決定されることが明記された。ヴェニゼロスはスミルナに小アジアのギリシャ人を集めれば将来、住民投票に勝てるという確信を持ってこれを迎えた。しかし条約調印2か月後、国王アレクサンドロス1世が急死するとその雲行きは怪しくなった。1920年11月の選挙では元国王コンスタンディノスとヴェニゼロスの対立が表面化し、反ヴェニゼロス派が元国王支持を行ったことでヴェニゼロス派は大敗、ヴェニゼロス自身も落選するという憂き目となった。
選挙に勝利した元国王派はイギリス、フランス、イタリアの反対があったにもかかわらず国民投票を行い、国王の復帰を決定、コンスタンディノスは再び王位に就き、ヴェニゼロス派は粛清された。選挙運動中、国王派はヴェニゼロスの拡大主義に反対を主張してきたが、いざ国政を握るとヴェニゼロスの後を継いで拡大主義を続けることは明白となった。しかし、ムスタファ・ケマル率いるトルコの前にギリシャ軍は惨敗、スミルナも陥落し、『メガリ・イデア』は終りを告げた。

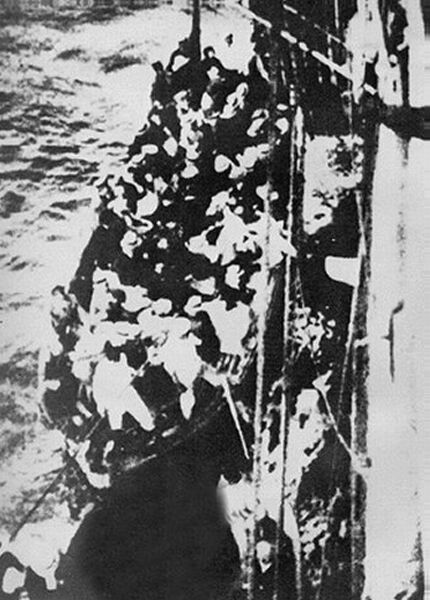
スミルナから逃亡するギリシャ難民

小アジアにおけるギリシャ軍は撃破され、小アジアに暮していたギリシャ人らは難民と化しエーゲ海の島々やギリシャ本土へ逃亡した。その中、ヴェニゼロス派の陸軍少佐ニコラオス・プラスティラスを中心とするグループが権力を掌握することに成功した。この出来事のために国王コンスタンディノスは退位し、長男ゲオルギオスが即位し、文民政府が一応建てられたが、結局権力は革命委員会が握っていた。そして、ギリシャ国内では敗北の混乱からスケープゴートを選ばざるを得なかった。このため、小アジアの司令官ハジアネスティス将軍を初めとして8人の政治家、兵士らが軍事法廷で裁かれ、6名が銃殺刑を宣告された。しかし、この裁判はヴェニゼロス派とその対立者との溝を広げるばかりであった。そして1924年4月、ヴェニゼロス派は対立の深まる国王派との対決に決着をつけるべく国民投票を行い、王政を廃止、共和国化（ギリシャ第二共和政）されることが決定されたが、この結果をもってしても国王派とヴェニゼロス派との対決が止むことはなく、戦間期を通じて対立は続く。
首相に復帰したヴェニゼロスは新たにローザンヌで開かれた講和会議でギリシャの立場を主張、外交手腕を発揮しようと努力していた。が、セーヴル条約で得た領土の多くの放棄と、ギリシャ・トルコ間の敵対関係を緩和するためにギリシャ・トルコ間での住民交換を行うことがローザンヌ条約として決定された。この住民交換でギリシャ本土へ移動した難民たちはヴェニゼロスの支持者となった。
1929年、世界恐慌が始まるとギリシャにもその影響が及び1930年、1931年と財政危機を起こした。そのために翌年、ヴェニゼロスはイギリス・フランス・イタリアを訪問して融資を申し込んだが、すでに国家予算の43％が対外責務によって占められているギリシャに対して融資する国はなかった。そして翌年、金本位制から離脱すると4月には責務不履行となり、ギリシャ国内に経済危機を発生するに至った。ヴェニゼロスは近代的ブルジョワ社会に変貌させることを目指していたが、この出来事によりヴェニゼロスを支持していた企業家らは離反して行った。さらに反ヴェニゼロス派はこの経済危機の発生により、活動を再開、ヴェニゼロスと対立する人民党党首パナヨティス・ツァルダリスはヴェニゼロスを批判、さらに反ヴェニゼロス派による中傷キャンペーンまでが行われた。
1933年3月、選挙が行われると人民党が勝利した。そのためプラスティラスは反ヴェニゼロス派による粛清を恐れ、クーデターを再び起こそうとしたがこれに失敗、そのため6月、会食を終えたヴェニゼロスを凶弾が襲った。幸いヴェニゼロスは無傷であったが、随行員一名が死亡、運転手と妻が負傷した。この事件は人民党の関与が疑われた。1935年3月には再びクーデターが試みられ、これにはヴェニゼロスも関係していたが失敗に終り、ヴェニゼロスはパリに亡命した。

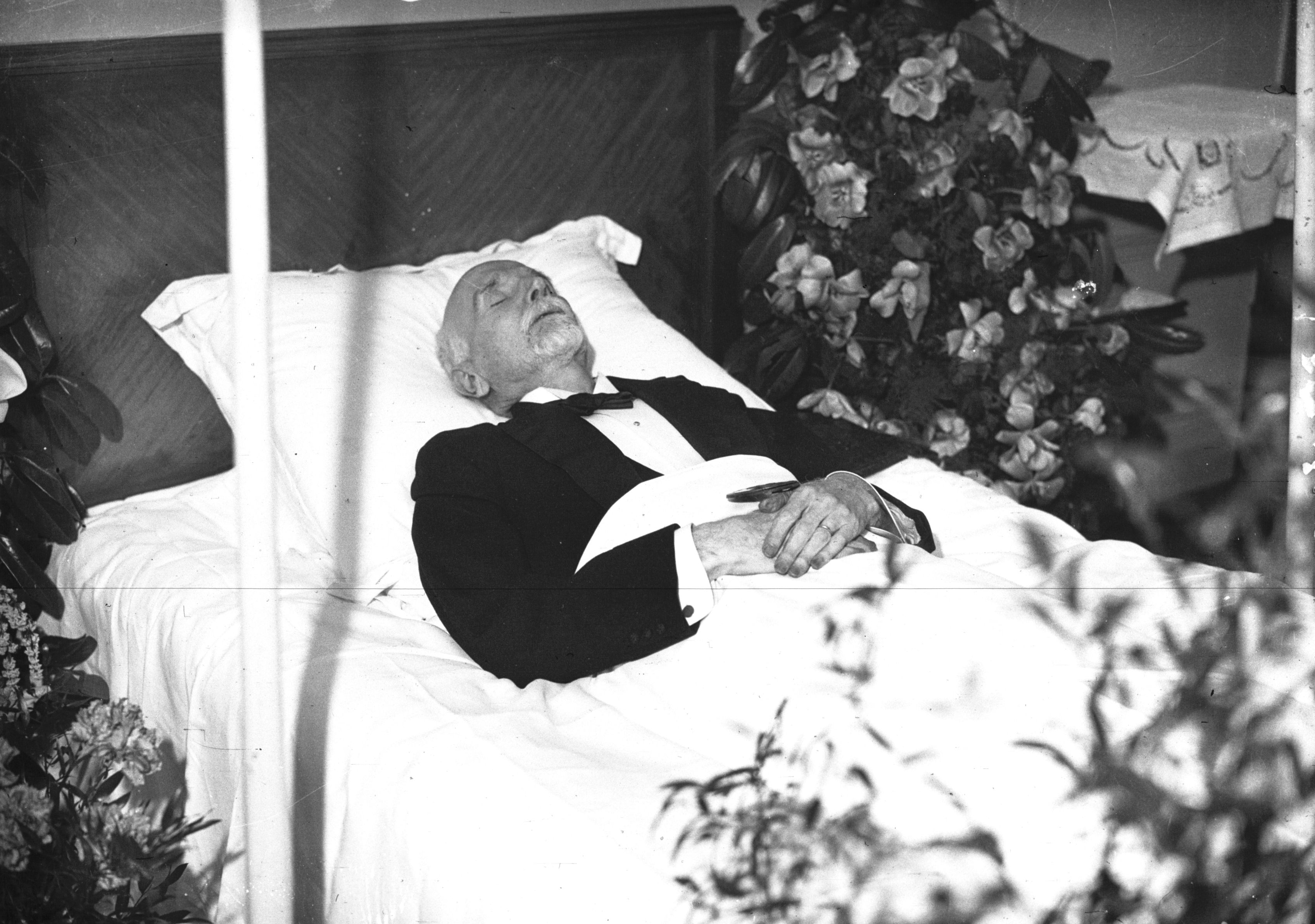
パリで没したヴェニゼロス

ヴェニゼロス亡命後もギリシャ国内ではヴェニゼロス派と王政復古派との争いは続いた。1935年10月には王政復古が議会で宣言され、選挙によって王政復古が決定された。ゲオルギオス2世は帰国し、ヴェニゼロスを含めたヴェニゼロス派の恩赦を決定した。そしてヴェニゼロスはギリシャが団結するために国王と協力するべきであることを提言している。恩赦を得たヴェニゼロスはクレタ島へ戻ることを熱望した。しかし、ギリシャ国内ではまだ混乱が続いており、ヴェニゼロスの帰国によりさらに拍車がかかることが想像された。一方で、ヴェニゼロスはドイツでナチスが政権を奪取したことで大規模な戦争が起ることを懸念しており、そのためにもギリシャ国内の団結を望んでいた。結局、彼の望みは叶わず1936年3月18日、パリにて没した。死去後、ヴェニゼロスの亡骸はアテネへ運ばれることを拒否され、結局、ヴェニゼロスの政治的原点であるクレタ島のアクロティリに埋葬された。

## 参考文献

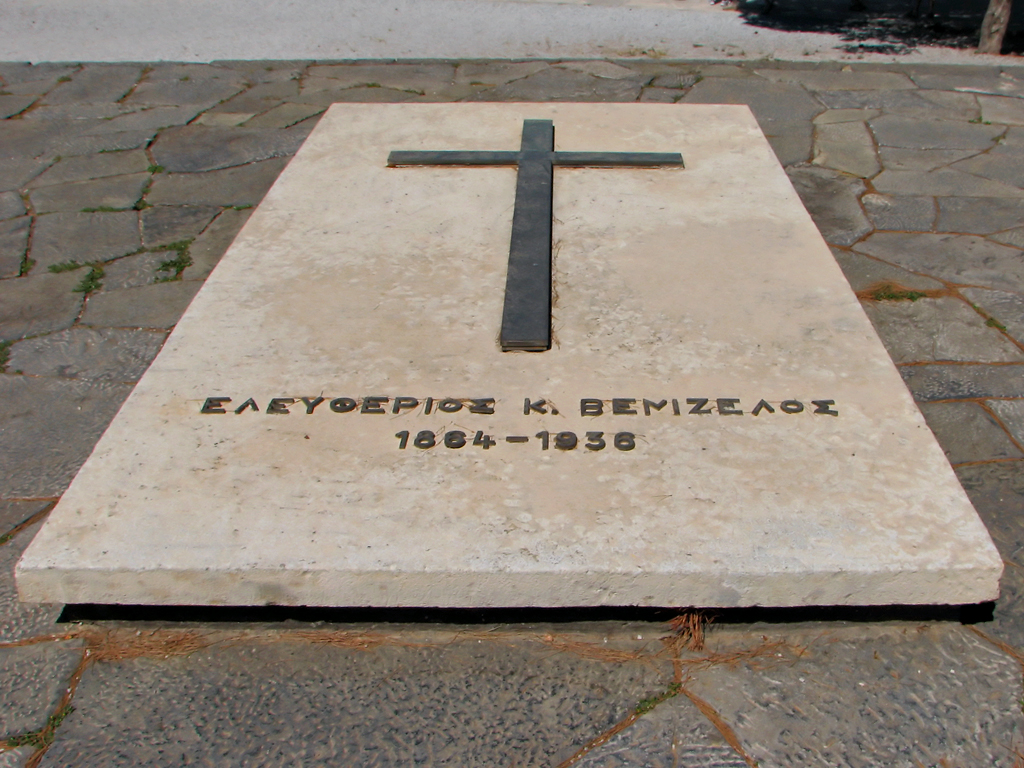
ヴェニゼロスの墓、クレタ島、ハニア、アクロティリ